# Aesopus goforthi
Aesopus goforthi är en snäckart som beskrevs av Dall 1912. Aesopus goforthi ingår i släktet Aesopus och familjen Columbellidae. Inga underarter finns listade i Catalogue of Life.